# Корона Вільгельма II
Корона Вільгельма II (нім. Krone Wilhelms II) — корона, виготовлена для короля Пруссії Вільгельма II, одна з королівських регалій Пруссії і єдина з цих регалій, виготовлена за часів Німецької імперії (1871—1918).

## Опис
Корона виготовлена з чистого золота і прикрашена діамантами, перлами та сапфірами. Діаметр корони 21 см, висота 20 см. Основа діадеми має гравійований край, прикрашений 24 великими алмазними трояндами з орнаментом у формі листя. Від основи відходять вісім великих і вісім маленьких зубців, маленькі зубці вигнуті з обох боків. Великі зубці у вигляді восьми кронштейнів-напіварок, що сходяться до однієї вершини, кожна напіварка прикрашена вісьмома або десятьма великими діамантами. На вершині корони розміщено хрест, прикрашений алмазами та великим яйцеподібним сапфіром. Внутрішня частина корони вистелена червоним оксамитом. Загалом корона містить 142 алмази, 18 діамантів, 2 сапфіри та 8 великих перлин.

## Історія
Виготовлення корони було замовлено кабінетом міністрів Пруссії 27 лютого 1889 для Вільгельма II, який вступив на престол короля Пруссії та кайзера Німеччини 15 червня 1888 року. Ескіз корони розробив відомий художник-геральдист Еміль Деплер, за цим ескізом корону виготовив ювелір Гуго Шапер. Корона не призначалася для коронації, виготовлення її мало лише символічну мету. Під час Другої світової війни корона таємниче зникла і була знайдена в склепі сільської церкви у Вестфалії біля міста Міндена, після чого її повернули Гогенцоллернам.
Зараз корона зберігається в замку Гогенцоллерн, в Баден-Вюртемберзі за 50 км південніше від Штутгарта і доступна для огляду відвідувачами.